# عبد القادر حشلاف
عبد القادر حشلاف عداء ألعاب قوى مغربي، ولد يوم 3 يوليو 1978، تخصص في سباق 3000 متر موانع، حصل على الميدالية الفضية في بطولة العالم لألعاب القوى داخل الصالات 2003، والميدالية الذهبية لألعاب البحر الأبيض المتوسط لعام 2001.

## إنجازاته
| السنة      | المنافسة                                    | المكان                     | المرتبة      | الفعالية       |
| مثل المغرب | مثل المغرب                                  | مثل المغرب                 | مثل المغرب   | مثل المغرب     |
| ---------- | ------------------------------------------- | -------------------------- | ------------ | -------------- |
| 2001       | ألعاب البحر الأبيض المتوسط 2001             | رادس, تونس                 | الأولى       | 1500 متر       |
|            | بطولة العالم لألعاب القوى 2001              | إدمونتون, كندا             | الثامنة      | 1500 متر       |
|            | الألعاب الفرنكوفونية                        | أوتاوا, كندا               | الثانية      | 1500 متر       |
| 2002       | بطولة أفريقيا لألعاب القوى 2002             | رادس, تونس                 | الثالثة      | 1500 متر       |
| 2003       | بطولة العالم لألعاب القوى داخل الصالات 2003 | برمينغهام, المملكة المتحدة | الثالثة      | 1500 متر       |
|            | بطولة العالم للعدو الريفي 2003              | لوزان, سويسرا              | الثالثة      | الفريق         |
|            | بطولة العالم لألعاب القوى 2003              | باريس, فرنسا               | الثالثة عشرة | 3000 متر موانع |
|            | نهائي ألعاب القوى العالمي 2003              | مونتي كارلو, موناكو        | الحادية عشرة | 1500 متر       |
| 2006       | بطولة أفريقيا لألعاب القوى 2006             | بامبوس, موريشيوس           | الثانية      | 3000 متر موانع |
|            | نهائي ألعاب القوى العالمي 2006              | شتوتغارت, ألمانيا          | الثامنة      | 3000 متر موانع |

### أرقام شخصية
- 1500 متر - 3:33.59 (2001)
- 3000 متر - 8:04.88 (2006)
- 3000 متر موانع - 8:08.78 (2006)

## وصلات خارجية
- صفحة عبد القادر حشلاف على موقع الاتحاد الدولي

- عبد القادر حشلاف على موقع الاتحاد الدولي لألعاب القوى (الإنجليزية)
- عبد القادر حشلاف على موقع اللجنة الأولمبية الدولية (الإنجليزية)
- عبد القادر حشلاف على موقع أوليمبيديا (الإنجليزية)